# Fándly Csaba
Fándly Csaba (Nagykároly, 1983. október 5. –) magyar színművész, rendező.

## Életpályája
1983-ban született Nagykárolyban. 2002-2005 között a Pesti Magyar Színiakadémia tanulója volt. Diplomáját 2008-ban szerezte a Kaposvári Egyetem színművész szakán. 2008-tól a kaposvári Csiky Gergely Színház tagja. 2022-től a Kaposvári Egyetem színész szakán Kelemen Józseffel osztályvezető tanár. 
Felesége Török Saca színésznő.

## Színházi szerepei

### Csiky Gergely Színház
- Sirály (Trepljov)
- Csoportterápia (Lajos)
- Kartonpapa (Károly)
- Bánk bán (Ottó)
- A riviéra vadorzói (Andre Thibault)
- Meseautó (Péterffy Tamás, az autószalon tulajdonosa)
- A makrancos hölgy (Curtio)
- A Karamazov testvérek (Ivan Karamazov)
- Madagaszkár (Alex, az oroszlán)
- Tüskevár (Kengyel)
- Csárdáskirálynő (Kaucsiánó Bonifác)
- Furcsa pár (Vinnie)
- Meggyeskert (Jepihodov)
- Van aki forrón szereti (Groucho)
- A padlás (Barrabás)
- Buborékok (Béla)
- Korai menyegző (Kispapa)
- Hókirálynő (Varjú házaspár)
- Liliomfi (Gyuri, pincér Kányainál)
- Száll a kakukk fészkére (Randle McMurphy)
- Őszi álom (Férfi)

## Filmes és televíziós szerepei
- Asszó (2017)
- Korai menyegző (2022) ...Maci
- A  renitens (2025) ...ráckevei kapitány

## Díjai és kitüntetései
- Nagymama-díj (2012)[3]